# Peter Parler
Peter Parler (Schwäbisch Gmünd, kb. 1330. – Prága, 1399. július 13.) német származású cseh építész és szobrász, a Parler építészcsalád legnevesebb képviselője; egyebek közt a Szent Vitus-székesegyház arculatának kialakítója és a Károly híd (Karlův most) építője, az ún. „német különgótikát” továbbfejlesztő közép-európai gótika vezéregyénisége.

## Élete
Apja, a Heinrich von Gmünd néven is ismert Heinrich Parler (a parlerius latin szóból képzett Parler családnév jelentése: Pallér) Schwäbisch Gmündből először Kölnbe költözött családjával, majd 1351-ben visszaköltöztek Schwäbisch Gmündbe, hogy felépítsék a Szent Kereszt-templomot — ebben a munkában már Peter is segített apjának.
1352-ben meghalt a prágai Szent Vitus-székesegyház építését elkezdő Arrasi Mátyás (Matthieu d'Arras) francia építészmester, és IV. Károly német-római császár Parlerre bízta az építkezés folytatását. 1355-ben, illetve 1356-ban,) családostól a cseh fővárosba költözött át. IV. Károly a székesegyház mellett számos más munkával is megbízta; egyebek közt Parler lett az ekkoriban kialakított Újváros (Nové Město) fő tervezője, és emellett számos más épületet is tervezett szerte a Német-Római Birodalomban.
Egy kölni kőfaragó lányát vette feleségül. Két fia:
- Wenzel Parler (csehül: Václav Parléř),
- Johann Parler (ifjabb Johann Parler), (csehül: Jan Parléř)

ugyancsak jeles építész lett; apjuk halála után ők folytatták a Szent Vitus-székesegyház építését.
Valószínűleg volt egy harmadik fia is: Heinrich Parler, aki apjával közösen faragta csillámpalából Szent Vencelnek a Szent Vitus-székesegyház Szent Vencel-kápolnájában álló szobrát. Más források szerint az a Heinrich Parler, aki a szobron dolgozott, nem a fia volt Peter Parlernek, hanem unokaöccse, Heinrich IV. Parler, aki 1373 áprilisában 30 groschen fizetséget kapott a szobron végzett öt napi munkájáért.
A 15. századi huszita háborúk alatt a Szent Vitus-székesegyház építkezése leállt. A Parler-műhely tagjai szétszéledtek, békésebb területeken kerestek munkát. Így kerültek Magyarországra is, ahol a budai és pozsonyi királyi építőműhelyekben követhető kezük munkája. Jelentősen hozzájárultak Zsigmond-kori építészetünk virágzásához.

## Fontosabb munkái

### Épületek, építmények
- Szent Vitus-székesegyház,
- Károly híd és kaputornya (1357-től),
- Mindenszentek kápolnája,
- Szent Bertalan-templom (Kolín,1360–1385),
- Szent Borbála-templom (Kutná Hora) szentélye,
- Óvárosi városháza tornyának erkélykápolnája (1361),

### Szobrok
Nemcsak építészként, de szobrászként is kiemelkedőt alkotott. Szakított a hagyományos, sablonokra építő ábrázolásmóddal, és realisztikusan, a karakteres vonásokat kiemelve jelenítette meg alakjait. Masszív, realista stílusában több szarkofágot is faragott.
Főként a székesegyház trifóriumának díszítésére hozta létre tanítványaival az ezért utólag gyakran „trifórium-műhelynek,” más forrásokban „Parler-műhelynek” nevezett műhelyét. Ezért szobrainak többsége a kor szokása szerint valószínűleg nem teljesen önálló alkotás, hanem tanítványaival közös munka. Eredetileg színesre festették őket, de ez ma már nem látható.
A Károly híd eredeti, még általa faragott szobrai a gótikából az úgynevezett lágy stílus felé vezettek át.
Leghíresebb művei:
- Madonna gyermekével (1375–1380 között) — Varsó, Nemzeti Múzeum,
- Szent Vencel-szobor a Szent Vitus-székesegyház Vencel-kápolnájában,
- a Szent Vitus-székesegyház hat királyi szarkofágja,
- Önmagát ábrázoló szobra a Szent Vitus-székesegyház trifóriumában és a trifórium további húsz szobra[8]. A szobor feletti felirat: Petrus Henricii /P/arleri de Colonia megadja a művész nevét és származását. Az, hogy e szobor a királyportrékkal áll egy sorban, bizonyítja a művész szerepének növekvő jelentőségét, általános megbecsülését;[2][2]
- a Károly híd több szobra.[3]

Ezeket a szobrokat a kor szokásának megfelelően élénk színekkel ki is festette, mára azonban a festék a legtöbbjükről teljesen lekopott.

## Emlékezete
Antonín Mrkos cseh csillagász 1988-ban Parlerről nevezte el az általa felfedezett kisbolygót: ez a 6550 Parléř.